# Huma Qureshi
Huma Saleem Qureshi (Nueva Delhi, 28 de julio de 1986) es una modelo y actriz india que ha recibido tres nominaciones a los Premios Filmfare.
Qureshi obtuvo una licenciatura en historia de la Universidad de Delhi y luego se desempeñó como actriz de teatro y modelo. Después de trabajar en varias producciones teatrales, se mudó a Bombay y firmó un contrato de dos años con Hindustan Unilever para aparecer en anuncios de televisión. Durante el rodaje de un comercial de móviles Samsung, el director Anurag Kashyap notó su capacidad de actuación y la contrató para un acuerdo de tres películas con su compañía.
Qureshi hizo su debut cinematográfico con un papel secundario en el drama criminal de dos partes Gangs of Wasseypur (2012). Su actuación en la película le valió varias nominaciones, incluido el Premio Filmfare a la Mejor actuación femenina y la Mejor actriz de reparto. Ese mismo año interpretó el papel principal femenino en la cinta de romance Luv Shuv Tey Chicken Khurana, seguido por un papel en Ek Thi Daayan. Interpretó a protagonistas en la cinta de antología Shorts (2013), la comedia negra Dedh Ishqiya (2014), el drama de venganza Badlapur (2015), el drama Highway (2015) y tuvo una breve aparición en la película X: Past Is Present (2015).